# Таньо Клисуров
Таньо Клисуров е български поет и журналист.

## Биография
Роден е на 23 май 1944 г. в Мъглиж. Завършил е българска филология във Великотърновския университет. Работил е в културния отдел на в. „Септември“, бил е главен редактор на литературния алманах „Хоризонт“ и на в. „Вик“, драматург на ДТ „Гео Милев“, учител.
Член е на СБП и на СБЖ. Почетен гражданин на Стара Загора. Председател на Дружеството на писателите в града.
Автор е на 14 стихосбирки: „Южна гара“, „Най-скъпото“, „Минирано поле“, „Резервен изход“, „Вътрешен глас“, „Собственик на болката“, „Във втората половина на живота“, „Страхувам се от рая“, „Казано с очи“, „Седмото небе“, „Душа, съветник мой попътен“, „Прошепнати думи“, „Внезапно сърцебиене“, „Мерено и немерено“. В Москва излиза книгата му „Сказано глазами“. Първата му книга „Южна гара“ получава голямата награда на литературните празници „Южна пролет“ в Хасково (1976). Носител е на Наградата за поезия на СБП и редица други литературни награди.
Умира на 29 март 2024 г.